# Wei Dai
Wei Dai (en chino, 戴维 o en chino, 戴伟) es un ingeniero informático conocido por sus contribuciones a la criptografía y las criptomonedas. Desarrolló la biblioteca criptográfica Crypto++, creó el sistema de criptomonedas b-money y co-propuso el algoritmo de autenticación de mensajes VMAC.

## Educación y carrera
Dai se graduó de la Universidad de Washington con un título en ciencias de la computación, justo antes de crear b-money en 1998.
Es descrito como un "ingeniero informático intensamente privado". Wei Dai fue miembro de las listas de correo Cypherpunks, Extropianos y SL4 en los años 90. En SL4 intercambió ideas con personas como Eliezer Yudkowsky, Robin Hanson, Nick Bostrom, Aubrey de Grey, Anders Sandberg, Eric Drexler, David Pearce, Hal Finney y otros en la naciente comunidad "racionalista".
Dai ha contribuido al campo de la criptografía y ha identificado vulnerabilidades críticas en el Encadenamiento de bloques de cifrado (CBC) que afectan a SSH2 y el exploit de navegador contra SSL/TLS conocido como BEAST (Browser Exploit Against SSL/TLS).

### Crypto++
Crypto++ es una biblioteca de código abierto en C++ que proporciona implementaciones de algoritmos criptográficos. Fue escrita originalmente por Dai y lanzada por primera vez en 1995. En junio de 2015, Dai se alejó del proyecto Crypto++ para trabajar en otros proyectos, y la comunidad Crypto++ continúa manteniendo el proyecto.

### b-money
En 1998, Dai ayudó a despertar el interés en las criptomonedas con la publicación de "b-money, un sistema de efectivo electrónico anónimo y distribuido". En el documento, Dai describe las propiedades básicas de todos los sistemas modernos de criptomonedas: "...un esquema para que un grupo de seudónimos digitales no rastreables se paguen entre sí con dinero y hagan cumplir contratos entre ellos sin ayuda externa".

### VMAC
VMAC es un algoritmo de código de autenticación de mensajes (MAC) basado en cifrado por bloques que utiliza un hash universal propuesto por Ted Krovetz y Wei Dai en abril de 2007. El algoritmo fue diseñado para alto rendimiento respaldado por un análisis formal.

## Influencia en el desarrollo de Bitcoin
Descrito como "dinero que es imposible de regular", el b-money de Dai describió los conceptos básicos que luego se implementaron en Bitcoin y otras criptomonedas:
Requiere una cantidad específica de trabajo computacional (también conocido como Prueba de trabajo).
El trabajo realizado es verificado por la comunidad que actualiza un libro contable colectivo.
El trabajador recibe fondos por su esfuerzo.
El intercambio de fondos se realiza mediante contabilidad colectiva y se autentica con hashes criptográficos.
Los contratos se hacen cumplir mediante la transmisión y firma de transacciones con firmas digitales (es decir, criptografía de clave pública).

### Relación con Satoshi Nakamoto
Wei Dai y Adam Back fueron las dos primeras personas contactadas por Satoshi Nakamoto mientras desarrollaba Bitcoin en 2008 y el documento b-money fue referenciado en el posterior libro blanco de Bitcoin.
En un artículo de mayo de 2011, el notable criptógrafo Nick Szabo declaró:

Yo mismo, Wei Dai y Hal Finney éramos las únicas personas que conozco a quienes les gustó la idea (o en el caso de Dai, su idea relacionada) lo suficiente como para perseguirla en alguna medida significativa hasta Nakamoto (asumiendo que Nakamoto no es realmente Finney o Dai).

Sin embargo, Dai cuestiona la influencia de b-money en Bitcoin:

...mi entendimiento es que el creador de Bitcoin, que usa el nombre de Satoshi Nakamoto, ni siquiera leyó mi artículo antes de reinventar la idea por sí mismo. Se enteró después y me dio crédito en su documento. Así que mi conexión con el proyecto es bastante limitada.

Ha habido mucha especulación sobre la identidad de Satoshi Nakamoto, con sospechosos incluyendo al propio Wei Dai, Nick Szabo y Hal Finney, todos los cuales han negado la supuesta identificación.